# Safe from Harm (Massive Attack)
Safe from Harm è un singolo del gruppo musicale britannico Massive Attack, pubblicato il 27 maggio 1991 come terzo estratto dal primo album in studio Blue Lines.

## Tracce
Testi e musiche di Grant Marshall, Andrew Vowles, Robert Del Naja, Shara Nelson e William Cobham
CD singolo (Regno Unito)
1. Safe from Harm (7" Version) – 4:29
2. Safe from Harm (Original Version) – 5:18
3. Safe from Harm (Perfecto Mix) – 8:13

MC (Regno Unito), 7" (Regno Unito)
- Lato A

1. Safe from Harm (7" Version) – 4:29

- Lato B

1. Safe from Harm (Original Version) – 5:18

12" (Regno Unito)
- Lato A

1. Safe From Harm (12" Version) – 6:50

- Lato B

1. Safe from Harm (Original Version) – 5:18
2. Safe from Harm (12" Instrumental) – 4:21

12" (Regno Unito) – remix
- Lato A

1. Safe from Harm (Perfecto Mix) – 8:13

- Lato A

1. Safe from Harm (Just a Dub) – 3:12
2. Safe from Harm (Instrumental) – 4:49

## Classifiche
| Classifica (1991) | Posizione massima |
| ----------------- | ----------------- |
| Austria           | 23                |
| Germania          | 3                 |
| Paesi Bassi       | 28                |
| Regno Unito       | 25                |
| Svizzera          | 15                |